# Impacto ambiental de la ganadería

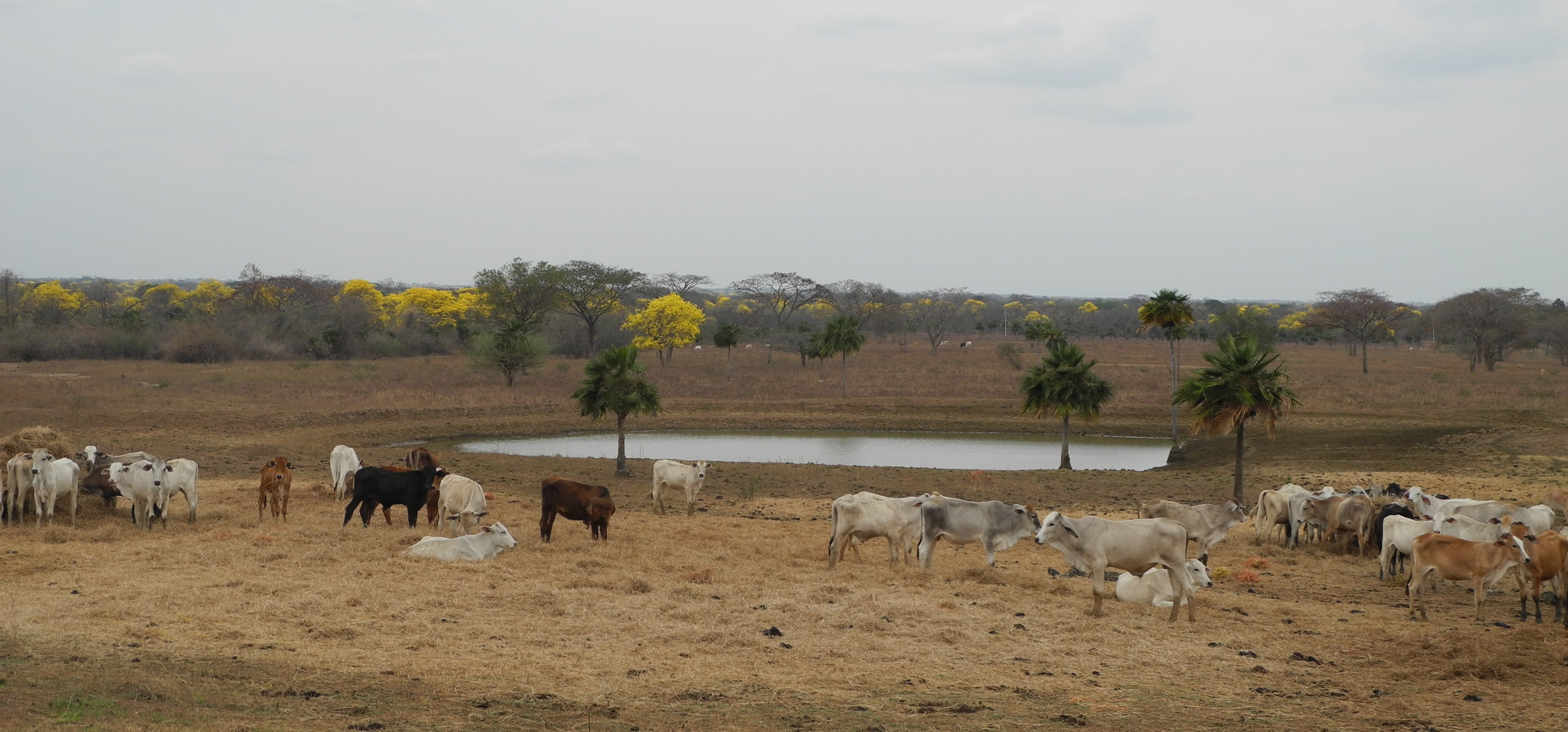
Imagen de la deforestación en Los Llanos, Venezuela. Según la FAO, la tala de bosques para crear pastos es una de las principales causas de la deforestación, en especial en América Latina, donde el 70 % de los bosques que han desaparecido en la Amazonia se han dedicado a pastizales.

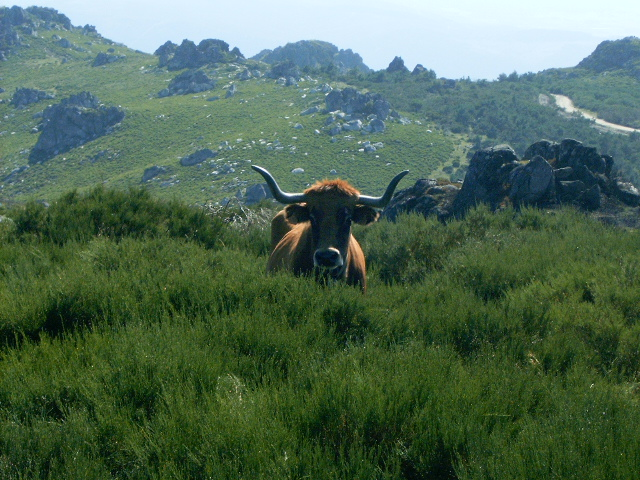
Vaca en Galicia, España.

La ganadería es una de las actividades humanas con mayor impacto ambiental, dado que representa la primera causa de desforestación y contribuye de forma decisiva a la pérdida de biodiversidad, el cambio climático, la contaminación y eutrofización de las masas de agua y a la degradación del suelo. En determinados contextos locales podría tener no obstante un impacto positivo limitado.
Mundialmente, la ganadería ocupa el 70% de todas las tierras usadas en agricultura, que representan el 30% de la tierra libre de hielo de la Tierra. El 18% de gases de invernadero antropogénicos se podrían deber a las emisiones de la ganadería y actividades relacionadas, tales como la deforestación para establecer zonas de pasto, la erosión del suelo o el sobrepastoreo y el incremento de prácticas intensivas de consumo de combustibles. Las atribuciones específicas del sector ganadero incluye: 9% de las emisiones globales de CO2, 35-40% de las emisiones globales de metano (principalmente debido a fermentaciones entéricas y al estiércol) y 64% de las emisiones globales de óxido nitroso, principalmente debido al uso de fertilizante. Los caminos de acceso también facilitan la destrucción del hábitat y su conversión para formar potreros. Este problema es especialmente grave en las fincas de ganado que se implementan en el bosque húmedo tropical de América Latina, como la cuenca del Amazonas, y no es sostenible a corto plazo.

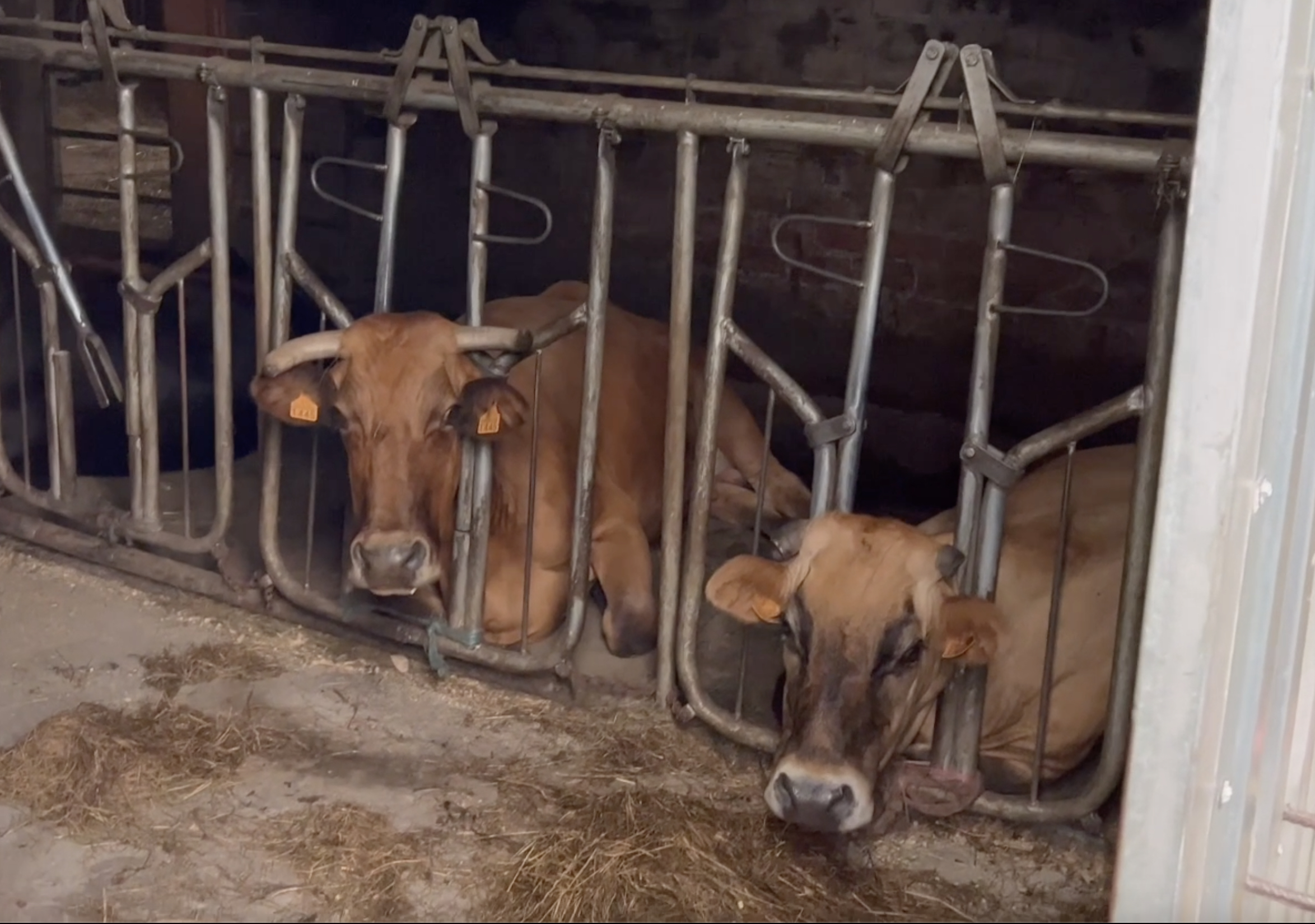
Vacas en Galicia

Otro problema es la desertización. Las fincas de ganado que se establecen en terrenos de pasto naturales, normalmente requieren un control constante de su capacidad para prevenir el pastoreo excesivo durante los años secos. El ganado doméstico inevitablemente debe tomar agua todos los días; por eso es difícil evitar el pastoreo excesivo alrededor de las fuentes de agua. Entonces, el potencial de la utilización del ganado salvaje debe ser estudiado durante la preparación del proyecto, porque no requiere agua todos los días, no sufre picadura de la mosca tsetsé, ni de los insectos, como sucede con el ganado bovino; en consecuencia, no existe ninguna necesidad de insecticida; comen una variedad más amplia de vegetación y también mordisquean, por eso pueden dar más productos, a mediano y largo plazo, que el ganado bovino.
Otros problemas son el exceso de pesticidas y el procesamiento de los afluentes de los mataderos. Para los impactos ambientales del procesamiento de la carne y los otros productos ganaderos, véase Impacto ambiental.

## Cambio climático
Por el rápido calentamiento global, las notorias consecuencias del cambio climático se convierten cada vez más en tema central de interés público. Día a día los reportajes sobre el origen y las posibles soluciones a estos problemas aumentan en la prensa, radio y televisión. La causa de este cambio climático es el efecto invernadero, consecuencia de los llamados gases de efecto invernadero (ver gráfico adjunto).
Los ganaderos también están involucrados en esta discusión porque la ganadería es la responsable de una parte importante de la emisión de los gases de invernadero. Desde un punto de vista global, las actividades relacionadas con la ganadería contribuyen con un 18 % (en equivalentes de CO2) de las emisiones antropogénicas de los gases de invernadero. Esto equivale incluso a un porcentaje más alto que las emisiones del sector del transporte. La participación de la ganadería en los diferentes gases de invernadero se divide como se muestra en la siguiente tabla:
| Gases de efecto invernadero | Porcentaje de participación de la ganadería en las emisiones antropogénicas |
| --------------------------- | --------------------------------------------------------------------------- |
| Dióxido de carbono (CO2)    | 9%                                                                          |
| Metano (CH4)                | 35 - 40%                                                                    |
| Óxido nitroso (N2O)         | 65%                                                                         |
| Amoniaco (NH3)              | 64%                                                                         |

Los gases de efecto invernadero son de origen natural, pero también antropogénico. Son responsables de que gran parte de la radiación calorífica reflejada por la tierra sea absorbida y que de esta manera lleven a un calentamiento de la atmósfera. Sin el efecto invernadero, la vida sería casi imposible sobre la tierra. Sin embargo, desde el principio de la industrialización el hombre ha influenciado cada día más la concentración de los gases de invernadero en la atmósfera, causando así un mayor efecto de invernadero e igualmente acelerando el cambio climático.
Desde el principio de la industrialización las emisiones antropogénicas han aumentado la concentración de estos gases en la atmósfera. El promedio de calentamiento de la superficie de la tierra desde el siglo XIX fue de 0,6 !C. Cálculos recientes pronostican un aumento promedio de temperatura de 1,4 hasta 5,8 °C hasta el año 2100 (UNFCCC, 2005).
La radiación solar de onda corta choca sobre la superficie de la tierra y la calienta. Los gases de invernadero permiten pasar casi sin dificultad a la radiación solar de onda corta a través de la atmósfera y llegar a la superficie de la tierra. Sin embargo absorben la radiación solar de onda larga de la superficie de la tierra y de la atmósfera. Los gases de invernadero más importantes que participan principalmente en el efecto invernadero, son dióxido de carbono (CO2), metano (CH4), óxido nitroso (N2O) y los Clorofluorocarbono (CFC).
Dióxido de carbono
El 9% del total de las emisiones antropogénicas de CO2 provienen de la ganadería. Son producto principalmente de la deforestación de bosques naturales para conseguir tierras para ganadería y agricultura.
Metano
De las emisiones antropogénicas de metano la ganadería causa aprox. 35 – 40%; la mayoría de estas, el 80%, se forman por la fermentación en el pre - estómago (rumen) de los rumiantes y por el almacenamiento de abonos orgánicos (estiércoles líquido y sólido).El metano resulta durante el proceso de digestión en los pre-estómagos de los rumiantes por la acción de microbios (protozoos), que apoyan la digestión de carbohidratos y celulosa. En este proceso se producen ácidos grasos volátiles y gases. Estos gases son expulsados cada uno o dos minutos por la nariz y la boca durante el eructo. De esta manera un bovino produce aproximadamente 280 l de metano por día (U. Schönhusen, 2002), donde del forraje con más cantidad de celulosa se produce más metano que durante la fermentación de almidón (Kreuzer, 1997).

## Eutrofización y contaminación de las aguas
El uso de químicos para fertilizar el pasto, o para controlar las plagas y enfermedades, puede producir un impacto ambiental negativo. Son sumamente caros, y, por eso, rara vez se utilizan en los países en desarrollo. Donde se utilicen, sin embargo, pueden ocasionar problemas de contaminación del agua, al igual que el uso de los materiales orgánicos. Es más común emplear los químicos como herbicidas, o para controlar las enfermedades (por ejemplo para reducir la población de la mosca tsé-tsé y controlar tripanosomiasis), y puede haber efectos negativos para la fauna, las fuentes de agua (superficiales y freáticas) y la vegetación.
Óxido nitroso
De igual manera a través de la ganadería se produce el 65% de la producción de óxido nitroso antropogénica. La mayor parte se escapa durante el almacenamiento y la aplicación de estiércoles orgánicos.
Amoníaco
La ganadería es responsable del 64% de las emisiones antropogénicas totales de amoníaco, que de una manera significativa contribuyen a la lluvia ácida y a la acidez del ecosistema. Amoniaco se libera principalmente durante el almacenamiento y la aplicación de estiércoles líquidos y sólidos.
Un tercio del consumo de proteína mundial son productos de origen animal. El aumento de la población, e igualmente de su capacidad de compra, conjuntamente con el cambio de las costumbres alimenticias, aumenta rápidamente la demanda de productos de origen animal, mientras que por la globalización, el comercio de insumos para la ganadería y de los mismos productos de origen animal se facilita.
Los rumiantes juegan un papel importante en el suministro de alimentos, debido a que su sistema de digestión tiene la posibilidad de digerir forraje verde. De esta manera, áreas que no son aptas para agricultura pueden ser utilizadas. En todas las áreas verdes y de pastoreo del mundo se puede producir con rumiantes proteína de gran calidad, sin que los animales se conviertan en competencia directa por la comida de los humanos.
La producción mundial de carne de 229 millones de toneladas de los años 1999/2001 aumentará a 465 millones de toneladas, más del doble, hasta el año 2050. La producción de leche aumentará de 580 a 1,043 millones de toneladas. La influencia al medio ambiente por cabeza de ganado se debería reducir a la mitad, únicamente para evitar un daño al medio ambiente mayor al actual.
El 80% de las emisiones de metano en la ganadería se producen durante la fermentación por bacterias formadoras de metano en el rumen de los rumiantes. Los rumiantes están en condiciones incluso con muy mala base alimenticia de producir proteína de muy buena calidad en forma de leche y carne y tienen, por lo tanto, una gran importancia en el abastecimiento de proteína de la población mundial.

## Degradación del suelo

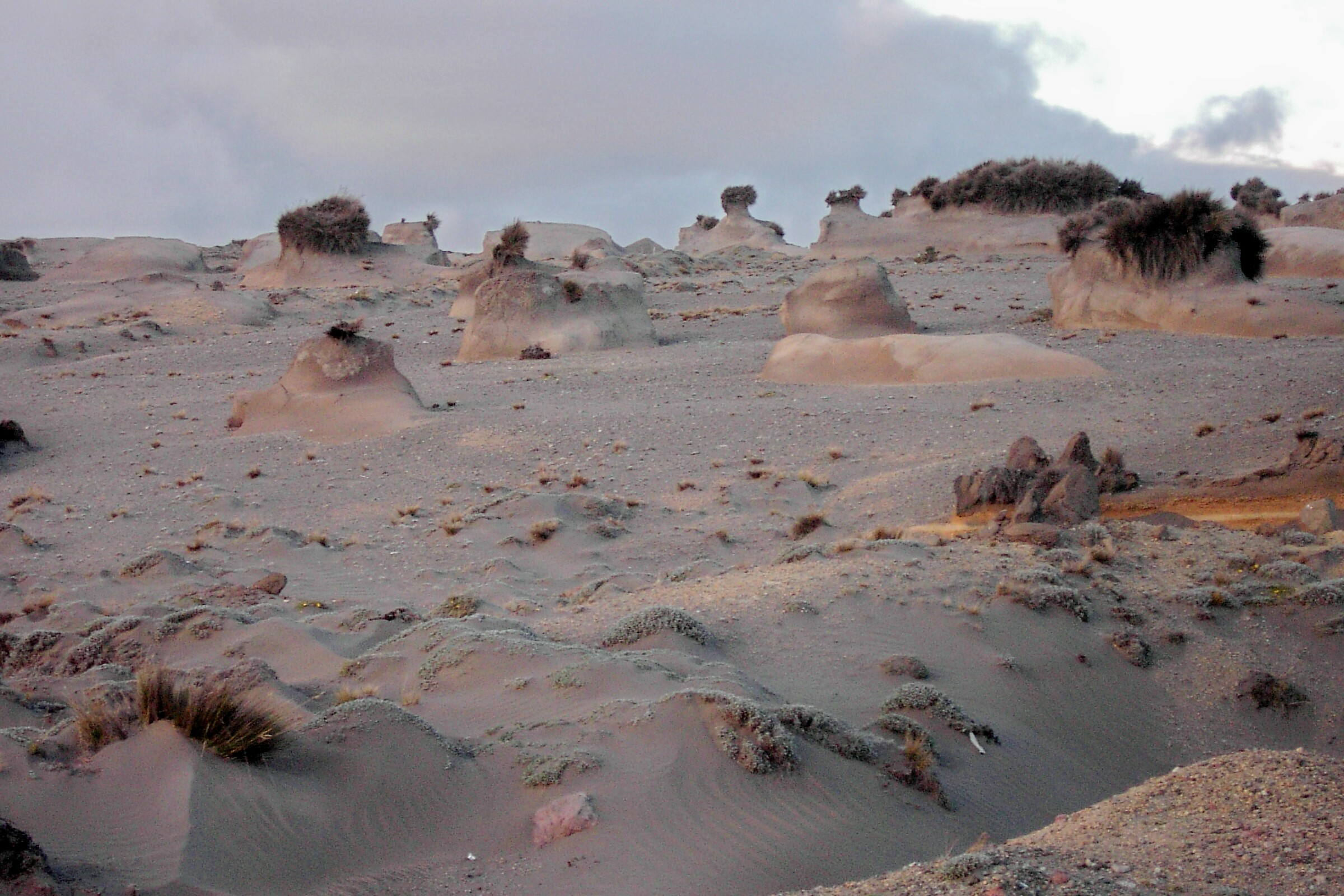
Erosión eólica y sobrepastoreo en los páramos arenosos del Chimborazo, Ecuador.

La compactación del suelo es un fenómeno destructivo producto del pisoteo del ganado (vacuno, bobino, porcino, equino) que ocurre principalmente en los suelos de América donde estos animales fueron introducidos con la llegada de los españoles, ingleses y portugueses. La vegetación necesita celdas de aire para oxigenar sus raíces y que en estas puedan ocurrir procesos químicos propios para el crecimiento y fertilización del suelo (por ejemplo nitrificación del suelo). El ganado, al pastar en estos suelos elimina estas celdas de oxígeno indispensables para el crecimiento vegetal, dejando un suelo infértil al cabo de unos pocos años de su uso como potreros.
Uno de los principales impactos ambientales de la producción de ganado es el pastoreo o consumo excesivo (explotación excesiva) del forraje, y esto conduce a la degradación de la vegetación, la mayor erosión de los suelos, y el deterioro de su fertilidad y estructura. El pastoreo desmesurado es el resultado del uso excesivo del terreno: el número y tipo de animales supera a la capacidad del área. Esto causa una reducción en las especies de forrajes favoritos y un aumento en las malezas desabridas. Se aumenta la erosión de los suelos, indirectamente, debido a la pérdida de la cobertura vegetal, y, directamente, porque se afloja el suelo, exponiéndolo.Las formas de reducir la presión del pastoreo, incluyen: la variación del tiempo, duración o sucesión de uso por el ganado de las áreas específicas, y regulación de los números, especies y movimiento de los animales. Otras técnicas de manejo útiles son: la comercialización organizada de los productos del terreno, y el desarrollo de las áreas de pastoreo y reservas para las temporadas secas.
Al aumentar la producción de ganado en los terrenos de pastoreo, o emplear malas técnicas en esas áreas, se pueden crear impactos negativos para la fauna. La competencia por la vegetación o el agua puede aumentar, y los ganaderos pueden matar la fauna para carne, o para eliminarla como plaga (es decir, los predadores del ganado). En muchos lugares el ganado y la fauna coexisten, utilizando diferentes recursos y, de esta manera, evitando la excesiva competencia. En algunas áreas, el cultivo de la fauna ha demostrado mayor potencial que la ganadería, y puede ser considerado como una alternativa para la producción de carne, pieles y cuero. Otras alternativas que pueden ser consideradas son el turismo y la cacería controlada.
A menudo, se agota la vegetación y se produce mayor erosión del suelo alrededor de las fuentes de agua, donde se congregan los animales. Se puede limitar la destrucción, aumentando el número de fuentes, ubicándolas estratégicamente, y cerrándolas durante ciertas épocas del año. La mala planificación, ubicación, manejo y control de los charcos, sin embargo, puede agravar los problemas, y aumentar la seriedad de las sequías. Al perforar pozos profundos, se puede producir severa degradación de la tierra a su alrededor, porque baja el nivel freático y se afecta la vegetación local. Si el ganado y los seres humanos comparten las fuentes de agua, se crean implicaciones negativas para la salud.
Las técnicas de manejo que se emplean para aumentar la productividad de los terrenos de pastoreo, son: la intervención mecánica y física con respecto al suelo o la vegetación (por ejemplo contorneación de la tierra y otras técnicas de conservación del suelo y el agua, desbroce de los matorrales); siembra o resiembra de las especies y variedades seleccionadas; quema de la vegetación; aplicación de fertilizantes: el estiércol o los químicos, y hacer esfuerzos por controlar las plagas. Las medidas de conservación del suelo y el agua y la siembra de vegetación pueden reducir la erosión del suelo, en cambio el desbroce y quema de los matorrales, que no se efectúa con cuidado, puede aumentar la erosión. Este no solamente disminuye la productividad del sitio, sino que los recursos acuáticos sufren también debido al aumento del sedimento.
La quema es la práctica más antigua que utiliza el hombre para manipular la vegetación de los terrenos de pastoreo, para el uso del ganado. La quema se emplea para controlar los matorrales indeseables y la maleza alta, para destruir los montecillos y desabridos de las hierbas y favorecer el crecimiento de las plantas frescas, que son más digeribles y nutritivas. El fuego aumenta el rendimiento del forraje y mejora el sabor de las hierbas y malezas. Sin embargo, la quema caprichosa o fortuita puede ser dañina o desastrosa para la vegetación y los suelos, y puede causar mayores niveles de erosión.
Un ejemplo de la degradación del suelo debido a la ganadería fue la introducción de ganado bovino en Australia. Una vaca deposita por término medio unas 10-12 bostas de estiércol cada día, por lo que, aunque existían insectos que se encargaban de dar cuenta de los desechos generados por la fauna local, como los escarabajos peloteros de la familia Scarabaeidae, fueron incapaces de enfrentarse a las grandes cantidades de estiércol producido por el ganado introducido, y ante la falta de un reciclaje natural efectivo, se produjo la degradación del suelo, el crecimiento de especies herbáceas y la proliferación de un ingente número de moscas (Haematobia irritans y sobre todo Musca vetustissima). Para paliar este problema, las autoridades australianas se vieron en la necesidad de importar escarabajos peloteros exóticos.
Algunos proyectos emplean alimentación suplementaria durante los tiempos de sequía, para mantener los rebaños. Hay que tener cuidado con estos programas, y continuarlos hasta que los pastos se hayan recuperado, adecuadamente, de la sequía. Existe un concepto erróneo acerca de que una vez que se inicien las lluvias, se puede discontinuar los programas de alimentación; pero en realidad, existe un retraso entre el comienzo de las lluvias, y el momento en que los terrenos de pastoreo están, nuevamente, listos para soportar la presión del ganado. Al soltar el ganado muy pronto, se puede hacer mucho daño a los pastos.

## Pérdida de biodiversidad
La ganadería es la principal causa del deterioro de hábitats naturales, por lo que constituye una de las causas fundamentales de la  pérdida de biodiversidad. Los hábitats ocupados por actividades humanas, ya sea para urbanizarlos o usarlos para ganadería o agricultura, son espacios donde la diversidad y cantidad de especies original disminuye drásticamente, y esta situación está provocando lo que se conoce como sexta extinción masiva. En particular, tanto la ganadería como los cultivos para la producción de pienso se están incrementando en los países tropicales en desarrollo, donde justamente reside la mayor parte de la diversidad biológica.Así, el desbroce de grandes áreas del bosque amazónico y su conversión a la ganadería o a la agricultura destinada a la alimentación del ganado, ha degradado el terreno irreparablemente y lo ha vuelto inservible para albergar la cantidad de especies que en él existían. La ganadería extensiva es especialmente dañina en este sentido, ya que ocupa cerca del 26% de la superficie terrestre del planeta.

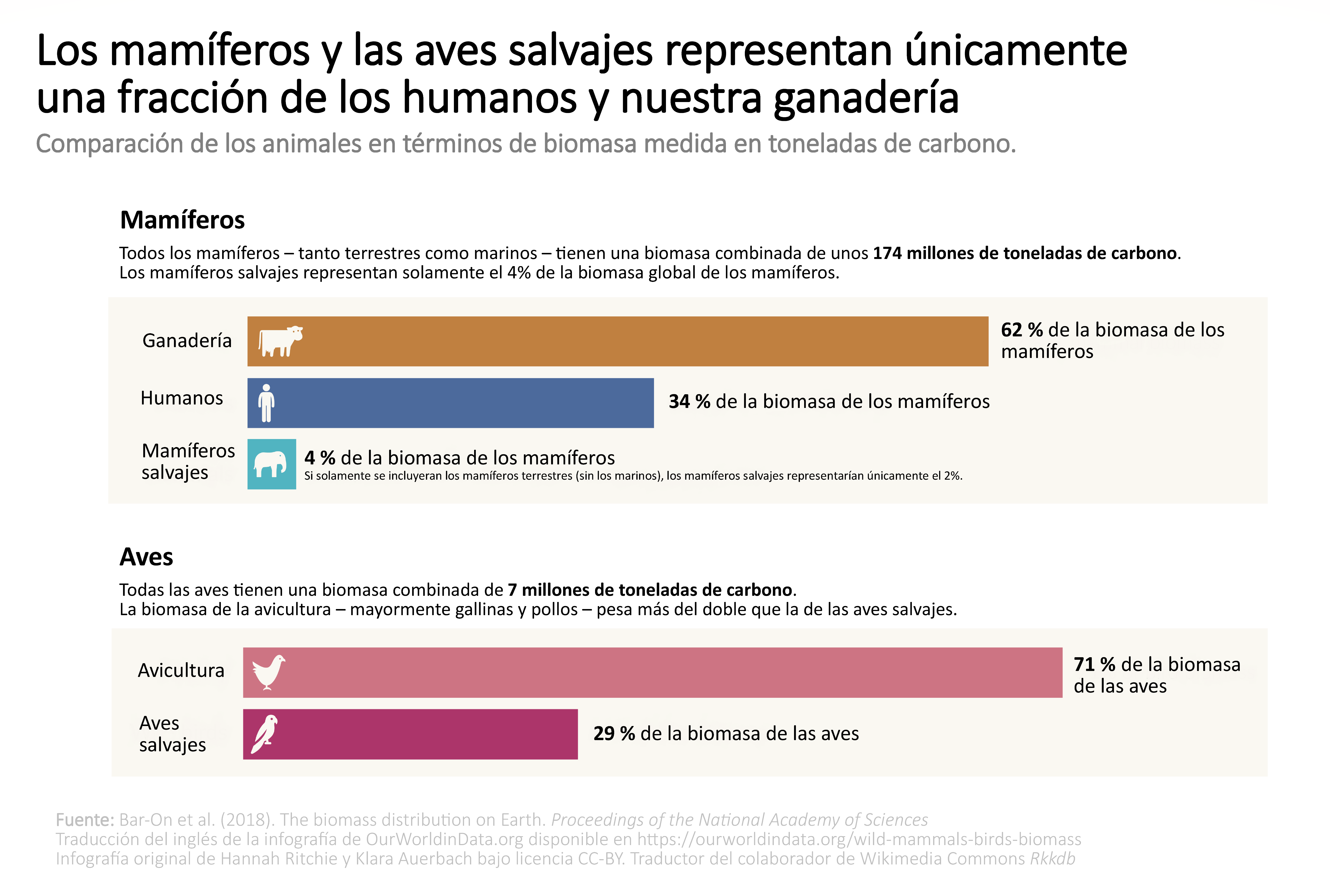
Comparación de la biomasa de mamíferos y aves salvajes y domésticos.

En la Unión Europea, más del 60% de las tierras de cultivo se dedica a la producción de piensos para alimentación animal, cosa que organizaciones ecologistas consideran un uso altamente ineficiente de los recursos naturales debido a que los animales son capaces de transformar en alimento para los humanos una parte muy pequeña de los piensos que consumen.
Se calcula que actualmente el 62% de la biomasa de los mamíferos y el 71% de la biomasa de las aves se corresponde con animales domésticos dentro de la actividad ganadera, de forma que solamente el 4% de la biomasa de los mamíferos y el 29% de la de las aves se encuentra en estado salvaje (la biomasa humana conforma el 34% de la de los mamíferos).

## Aspectos positivos
El pastoreo del ganado puede hacer un uso productivo de la tierra en áreas no idóneas para los cultivos agrícolas. Siempre que se limite adecuadamente la cabaña, el pastoreo puede ayudar, mediante la introducción de estiércol, a mantener la fertilidad del suelo y sus características físicas. La germinación de ciertas plantas, por otra parte, se mejora o se posibilita gracias a que las semillas pasan por el proceso digestivo del animal.
Las vacas se utilizan en algunos macizos montañosos como el de Maures, en Francia, para reducir los riesgos de incendios consumiendo las gramíneas en las cuales puede desarrollarse el fuego. En el departamento francés de Gironda, bovinos de una raza local permiten limitar la proliferación de plantas acuáticas invasoras como la cola de zorro acuática (Myriophyllum aquaticum), mientras que las vacas de las Highlands se ocupan de impedir el crecimiento de matorrales de los prados húmedos del parque natural regional de los Rizos del Sena, situado entre Ruan y El Havre. Numerosas plantas, como el junquillo (Narcissus jonquilla) y el berro del prado (Cardamine pratensis) de los prados del Morvan, o los cardos de Morbihan y buen número de orquídeas de prados húmedos deben en parte su presencia a los bovinos. Algunos ornitólogos informaron de que la presencia de ganado bovino en la reserva natural de Chérine en la región natural de Brenne para limitar la proliferación de juncos, favorecía el mantenimiento de la biodiversidad vegetal.

## Propuestas de mitigación
El monto de emisiones de metano y dióxido de carbono depende de los sistemas de producción y de las particularidades regionales, donde la ingesta de energía y otros factores de la comida tienen importancia, como calidad y cantidad de forraje, peso de los animales, edad y movimiento de los mismos.
Un planteamiento esperanzador para reducir el daño al medio ambiente es el mejoramiento de la productividad y la eficiencia de la producción animal, que con una mejor nutrición y una genética específica puede lograrse. Un mejoramiento de la productividad lleva al fin y al cabo a una disminución de la cantidad de animales que son necesarios para la producción de una cantidad específica de un producto determinado.
En la discusión de cómo reducir la emisión de gases de invernadero proveniente de la ganadería se habla de dos posibles planteamientos. Uno favorece la producción de alimentos con bovinos especializados para carne o para leche, donde las productividades específicas deben ser llevadas a su máximo. En el caso de razas especializadas de leche se parte de que por ejemplo, el concentrado que se necesita para lograr estas altas producciones, se mantendrá así de económico como hasta la fecha y que además estará disponible en las cantidades requeridas. En contra de esto se ve el ya claro desarrollo de que el concentrado es cada vez más costoso, simplemente por la competencia entre la producción de energía, concentrado y alimentos.

#### Razas de doble propósito

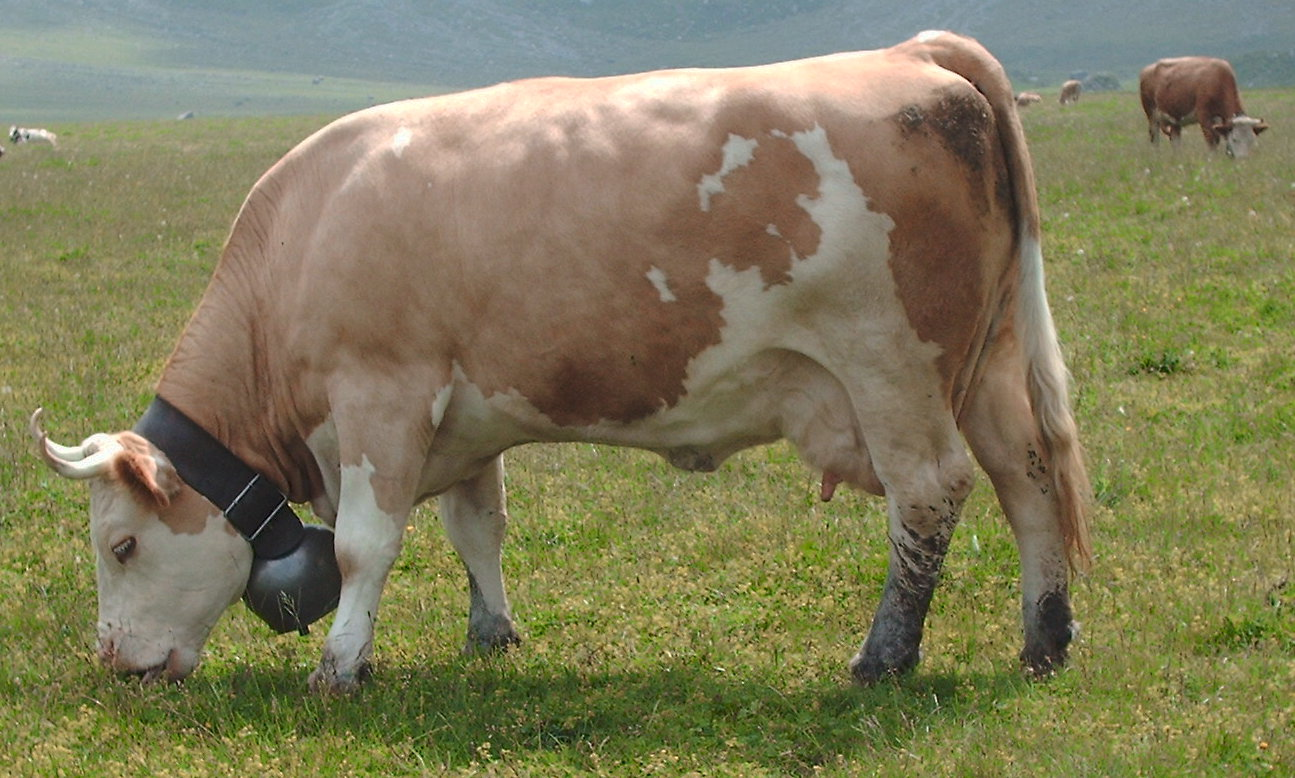
Vaca de la raza Fleckvieh – Simmental.

Las razas de doble propósito como el Fleckvieh – Simmental de Baviera permiten reducir el daño al medio ambiente porque un solo animal puede producir leche y carne. A nivel mundial existen aproximadamente 41 millones de cabezas de Fleckvieh - Simmental y su adaptabilidad y productividad la ha puesto a prueba en muchos países con diversas zonas climáticas (Canadá, Centro - y Suramérica, Sudáfrica, Australia etc.).
Para investigar cómo las emisiones de metano, nitrógeno y fósforo en Baviera variarían con razas de doble propósito Rosenberger y Rutzmoser (Gruber Info, 2002) realizaron los modelos de cálculo que se presentan en la siguiente tabla:
| Sistema de producción                         | Vacas (miles)   | Entrega de leche (miles de toneladas) | Producción de carne (miles de toneladas) | Metano (miles de toneladas) | Nitrógeno (miles de toneladas) | Fósforo (miles de toneladas) |
| --------------------------------------------- | --------------- | ------------------------------------- | ---------------------------------------- | --------------------------- | ------------------------------ | ---------------------------- |
| A 5.500 k Leche Vacas Leche Vacas Carne Total | 1.410 - 1.410   | 7.134 - 7.134                         | 438 - 438                                | 280 - 280                   | 228 - 228                      | 32,2 - 32,2                  |
| B 6.000 k Leche Vacas Leche Vacas Carne Total | 1.293 127 1.420 | 7.137 - 7.137                         | 401 37 438                               | 260 22 282                  | 213 21 234                     | 30,4 2,8 33,2                |
| C 7.500 k Leche Vacas Leche Vacas Carne Total | 1.034 504 1.538 | 7.134 - 7.134                         | 291 147 438                              | 209 88 297                  | 176 83 259                     | 25,1 11,2 36,3               |
| D 9.000 k Leche Vacas Leche Vacas Carne Total | 862 926 1.788   | 7.137 - 7.137                         | 168 270 438                              | 163 161 324                 | 149 152 301                    | 21,8 20,6 42,4               |

Con una raza Doble Propósito se puede reducir claramente la cantidad de estiércol líquido y sólido y por lo tanto también la cantidad de sustancias dañinas para el medio ambiente, como Fósforo y Nitrógeno, porque en total se necesita menos cantidad de animales para producir la misma cantidad de leche y carne. Además, naturalmente una menor cantidad de animales consume menos forraje, lo que lleva a una reducción de áreas necesarias para pastoreo.						

## Impactos sociales y culturales
Los sistemas de manejo de los terrenos de pastoreo y sus modelos y condiciones socioeconómicos, están íntimamente vinculados. El deterioro de la productividad de los terrenos, sea por causas naturales (clima) o artificiales, tendrá un efecto negativo sobre los ingresos y la salud de las familias, y la distribución de los escasos recursos entre la gente. En cambio, los factores socioeconómicos, como la disponibilidad de la mano de obra, la distribución de las tareas dentro de las familias, los derechos en cuanto al uso del terreno y los recursos, los modelos de propiedad, y las condiciones del mercado, influyen en el manejo de los recursos de los terrenos de pastoreo y ganadería.
Muchas áreas de pastoreo están en un estado de transición. Los cambios sociales y económicos más importantes que han ocurrido en estas áreas son:
- Hay mayor participación en los mercados salariales-laborales
- Se han transformado los sistemas de tenencia y organizaciones indígenas
- Se ha producido la intrusión del cultivo en seco y el riego a los terrenos de pastoreo
- Hay mayor participación de los pastoreo en los mercados de los productos
- Hay mayor sedentarización y asentamiento, y esto, a menudo, es alentado por las políticas y programas estatales y de los donantes
- Las condiciones del mercado de los productos ganaderos son inestables

En términos de sus efectos potenciales para el medio ambiente físico, las variables más importantes que deben ser identificadas, son: los niveles de ingresos y bienestar, la disponibilidad de la mano de obra, y la relación tierra/población. Los cambios que se producen en estos factores, probablemente, afectarán la manera en que se manejen los recursos físicos, de igual manera, los cambios en el acceso tradicional de la gente a los recursos.
Los temas sociales claves que deberán ser consideradas antes de implementar cualquier proyecto de manejo de ganadería o terreno de pastoreo, son
- Dimensiones de espacio y tiempo de la economía de los terrenos de pastoreo
- Tenencia de los recursos y la gestión local
- Derechos a la propiedad, la distribución y el bienestar
- Disponibilidad de la mano de obra

Los sistemas de producción de ganado en los terrenos de pastoreo necesitan una gran extensión de tierra. La movilidad de los grupos humanos en estas zonas tiende a aumentar con la aridez, y las poblaciones más móviles viven en las zonas áridas y semidesérticas. Es fundamental, por lo tanto, identificar la expansión física y los tipos de ecosistemas que son explotados por el ganado durante todo el ciclo, “de sequía a sequía”, (un período de 7-10 años), especialmente, en el caso de los recursos terrestres e hídricos, que son críticos para la supervivencia del sistema global de producción. La pérdida de las tierras debido a la incursión de la agricultura (sea por extraños o por los pastores mismos), los proyectos de colonización, la creación de parques nacionales, y otras actividades, reducirán la cantidad de tierra que está disponible para la producción y bajará la relación tierra/población. Puede ser especialmente perjudicial para los pastores, si se aplican las áreas críticas que utilizan durante la temporada seca, para otros usos ganaderas. Finalmente, la reducción de movilidad debido a las barreras físicas (por ejemplo cercas, poblaciones) o las políticas gubernamentales que favorecen la sedentarización y asentamiento, afectarán la flexibilidad necesaria para optimizar el uso de los terrenos de pastoreo.
En las áreas donde los terrenos de pastoreo sean recursos de propiedades común, la mayoría de las comunidades tiene (o tuvieron) instituciones formales o informales que regulan el acceso al pasto, al agua y a los otros recursos. El uso de los terrenos comunales, a menudo se basaba en derechos de propiedad o de uso sobre la tierra de varias zonas ambientales, donde funcionaban los sistemas nómadas de producción. Las políticas gubernamentales que tratan de asentar a los nómadas o el deseo de la población de ser sedentaria, o la apropiación de la tierra para programas de riego u otros proyectos de desarrollo, han reducido el área total y su distribución ambiental a tal punto, que han ocurrido cambios radicales en las estructuras sociales y los sistemas de producción. Estos cambios imposibilitan la ganadería, o requieren una mayor importación de insumos para los animales. Las políticas gubernamentales, con respecto a los subsidios, impuestos y fijación de precios de los productos, a menudo, han favorecido la agricultura, en vez de la ganadería, causando el mal uso de los terrenos con poco o ningún potencial económico por la producción de cultivos. Esto ha exacerbado más el impacto en los sistemas sociales y culturales. Es fundamental identificar, tanto estas normas locales tradicionales que regulan el acceso a los recursos (y cómo cambian durante el tiempo), como las políticas y programas gubernamentales que influyen en la práctica local de la tenencia de la tierra.
Deben ser analizadas las organizaciones locales, los individuos que tienen la responsabilidad de vigilar los reglamentos de tenencia, y las características de estas organizaciones en cuanto a clase, edad, y sexo. Estas entidades deben, no solamente, participar en el diseño del proyecto, sino que deben dar la misma consideración a las personas que serán afectadas, especialmente, si sus intereses no tienen representación adecuada en los cuerpos gobernantes. Los aspectos, en pro y en contra, del cambio de los modelos de propiedad (por ejemplo cambiando de un sistema de propiedad común de los recursos, al de la propiedad privada) deberán ser analizadas, cuidadosamente, a la luz de los modelos sociales locales.
Es esencial entender los modelos locales existentes de propiedad de la ganadería, para poder diseñar un proyecto para manejar los terrenos de pastoreo. En la mayoría de los casos, la posesión del ganado es altamente distorsionado, a menudo, el 10 por ciento de los pastores controlan hasta el 50 por ciento de las unidades, y hay grandes segmentos (con frecuencia, el 20 al 30 por ciento de los hogares) que no controlan sino poco a ningún ganado u otra propiedad. Es peligroso tratar de determinar el número de animales que correspondan a la capacidad del terreno, sin tener primero conocimiento de la dinámica de posesión, y el número de animales por hogar que son necesarios para su manutención, y para que el sistema será, económicamente, viable. El peligro consiste en que si se limita el número de animales por familia (en vez de la cantidad de familias que participan en la ganadería) para reducir la presión de pastoreo, se puede disminuirlo hasta que llegue a ser antieconómico, y obligar a las familias más pobres a dejar de producir.
Además, existe, frecuentemente, mucha distorsión en el reparto de los ingresos y en los derechos de propiedad intrafamiliares (los que se basan en el sexo y la edad). A más de obtener la información sobre la distribución general de la propiedad y los ingresos entre las familias, se deberá entender los siguientes factores: el grado en que la gestión y propiedad estén concentradas en la misma unidad (por ejemplo los segmentos adinerados de la población, dentro o fuera de la comunidad, que actúan como propietarios ausentes, y contratan a los pastores locales para que cuiden sus animales); el grado en que ciertas categorías de propiedad (las cabras y las ovejas) o las fuentes de ingresos (la venta de la leche) sean controladas por las mujeres, y si las actividades de desarrollo han socavado las actividades comerciales de las mujeres; y, el grado en que ciertas actividades del manejo de los recursos y la propiedad pueden ser diferenciadas, según la categoría económica.
Como las actividades de producción de los terrenos de pastoreo se realizan, generalmente, en las áreas de baja densidad de la población, a menudo, sufren de falta de la mano de obra. Esto influye en el desplazamiento del rebaño, su movilidad, y ciertas técnicas de conversión y de manejo de los recursos. Los aspectos que deben ser evaluados son: la diversificación del sistema de producción local (el grado en que los cultivos mixtos, las oportunidades de trabajo asalariado y las otorgas actividades no agropecuarias, afectan la disponibilidad de la mano de obra para la ganadería); el grado en que la participación de los hombres en las actividades no agropecuarias aumente la carga de trabajo de las mujeres; y, el grado en que la falta de mano de obra y los bajos ingresos, afecten las estrategias locales de gestión, y se asocien con las prácticas destructivas de manejo de los recursos.
En las áreas cuyos recursos de pastoreo son limitados, o en las áreas que son, ecológicamente, frágiles, como las zonas montañosas, se puede restringir el movimiento del ganado para limitar la degradación ambiental, e implementar un sistema de alimentación en pesebre. Aunque esto sea más solvente, ecológicamente, pueden ser injustos los derechos de acceso a los recursos de forraje, o puede estar concentrada la posesión de la tierra que sirve para cultivar el alimento para el ganado, impidiendo la participación de los pobres, o la gente sin tierras, en el programa. Hay que tomar estos factores en cuenta al diseñar el proyecto.